# Boom Boom Pow
Singles de Black Eyed Peas
Pump It I Gotta Feeling
Pistes de The END
Rock That Body
Boom Boom Pow est le premier single issu de l’album The END des Black Eyed Peas.
Avec 8,5 millions de copies écoulées dans le monde, ce titre est la 2e meilleure vente de singles des Black Eyed Peas après I Gotta Feeling.

## Classements
| Pays             | Meilleure position |
| ---------------- | ------------------ |
| Monde            | 1                  |
| France           | 4                  |
| Australie        | 1                  |
| Belgique         | 1                  |
| Canada           | 1                  |
| Angleterre       | 1                  |
| États-Unis       | 1                  |
| Bulgarie         | 2                  |
| Nouvelle-Zélande | 2                  |
| Portugal         | 2                  |
| Autriche         | 3                  |
| Allemagne        | 3                  |
| Irlande          | 3                  |
| Suisse           | 4                  |
| Danemark         | 5                  |
| Finlande         | 5                  |
| Norvège          | 7                  |
| Italie           | 8                  |
| Pays-Bas         | 10                 |
| Suède            | 10                 |
| Espagne          | 12                 |
| Japon            | 28                 |
| Club 40          | 7                  |

## Ressemblances
Le clip du titre Boom Boom Pow est largement inspiré de Boing Boom Tschak (tête en image de synthèse) ou aujourd'hui Music Non Stop (Boing Boom Tschak étant raccordé à Music Non Stop) de Kraftwerk